# Кирпонос Михайло Петрович
Кирпоно́с Миха́йло Петро́вич (30 грудня 1891 [12 січня 1892], Вертіївка, Ніжинський повіт, Чернігівська губернія, Російська імперія — 20 вересня 1941, Ісківці, Лохвицький район, Полтавська область, Українська РСР, СРСР) — більшовицький діяч, радянський воєначальник українського походження. Учасник війни проти Української Народної Республіки, один із організаторів більшовицьких диверсійних загонів на Чернігівщині. Командир дивізії під час радянської війни проти Фінляндії 1939—1940 років. Генерал-полковник з 22 лютого 1941 року, командувач Південно-Західним фронтом СРСР у Другій світовій війні із червня по вересень 1941 року. Один із 4-х командувачів радянськими фронтами, які загинули у роки війни на фронті. Кандидат у члени ЦК ВКП(б) у лютому — вересні 1941 року. Герой Радянського Союзу з 1940 року.

## Дитинство і юність
Народився 12 січня 1892 року в містечку Вертіївка (нині Ніжинського району Чернігівської області) в селянській родині. Вчився рік в церковно-приходській школі, потім 3 роки в земській школі. Подальшу освіту продовжити не зміг через нестачу коштів у батьків. Потім до 1915 року працював лісівником.

## Перша світова війна
У 1915 році призваний до армії. 1917 закінчив військово-фельдшерську школу, згодом працював фельдшером роти. З серпня того ж року брав участь у військових діях Першої світової війни на Румунському фронті в складі 258-го Ольгопольського піхотного полку, тоді ж був обраний на посаду голови солдатського полкового комітету, у листопаді — на посаду голови солдатської ради 26-го армійського корпусу. Вів серед солдатів антиурядову агітацію за більшовизм. У січні 1918 року Кирпонос був заарештований командуванням, а в лютому — демобілізований.

## Після революції

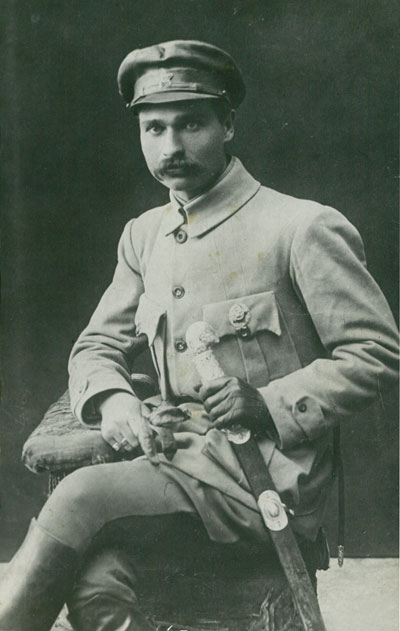
Командир 2-го Богунського полку М.Кирпонос. 1919 рік

1918 влився у загони російської РСЧА. Учасник війни проти Української Народної Республіки, один з організаторів диверсійних більшовицьких загонів на Чернігівщині. У серпні 1918 року вступив в Українську Червону Армію і вже з вересня командував ротою, а з грудня — батальйоном 1-ї Української радянської дивізії під командуванням Щорса.
З грудня 1918 року — командир батальйону, потім начальник штабу, помічник командира і командир 2-го Богунського полку. Полк успішно протистояв білогвардійцям під Житомиром, Бердичевом, відбивав Київ.
З червня 1919 року по травень 1920 року — помічник начальника Школи червоних старшин у Житомирі. У 1927 році закінчив Військову Академію імені М. В. Фрунзе, а після її закінчення з 1931 року був начальником штабу 51-ї стрілецької дивізії.
У березні 1935 року став начальником і військовим комісаром Казанського військового училища імені Верховної Ради Татарської АССР.
26 жовтня 1935 Михайлу Петровичу Кирпоносу було присвоєно звання комбрига.
За власним визнанням, був ортодоксальним сталіністом, активно брав участь у шельмуванні військових колег як «ворогів народу». Некритично ставився до «генеральної лінії партії», брав участь у її злочинах.
4 листопада 1939 йому було присвоєно звання комдива.
Під час інтервенції СРСР до Фінляндії М. П. Кирпонос командував 70-ю стрілецькою дивізією 7-ї армії. На початку березня 1940 дивізія протягом 6-ти днів здійснила обхід Виборзького укріпленого району по льоду Фінської затоки і вибила фінів з укріплень на північному березі Виборзької затоки, перерізавши дорогу Виборг-Гельсінкі. Незабаром дивізія відбила кілька десятків контратак противника, потіснивши його і створивши загрозу з тилу його силам у Виборзі, що багато в чому забезпечило швидкий успіх інших частин в ході штурму Виборгу.
За вміле командування дивізією і проявлений героїзм Кирпоносу Указом Президії Верховної Ради СРСР від 21 березня 1940 року присвоєне звання Героя Радянського Союзу, з врученням ордена Леніна і медалі «Золота Зірка».
З квітня 1940 року М. П. Кирпонос командир 49-го стрілецького корпусу, з червня — командувач військами Ленінградського військового округу. З введенням генеральських звань в РСЧА 4 червня 1940 року М. П. Кирпоносу було присвоєне військове звання «генерал-лейтенант».

## Друга світова війна
З лютого 1941 року Кирпонос призначений командувачем Київським Особливим військовим округом. Постановою Ради Народних Комісарів СРСР від 22 лютого 1941 генерал-лейтенанту Михайлу Петровичу Кирпоносу було присвоєно військове звання «генерал-полковник».
З початком німецько-радянської війни Київський Особливий військовий округ був перетворений в Південно-Західний фронт, і генерал-полковник М. П. Кирпонос був призначений на посаду командувача фронтом.
Війська фронту вели важкі оборонні бої на Правобережній Україні. Стійкі оборонні дії на важливих оперативно-стратегічних рубежах і напрямах поєднувалися з контрударами. Близько двох місяців фронт обороняв Київський укріплений район.
В умовах глибоких обходів і обхватів танковими і механізованими угрупуваннями супротивника війська Південно-Західного фронту, розчленовані на загони і групи, здійснювали маневр, виходячи з-під ударів на проміжні і тилові оборонні рубежі, вели напружені бої. Багато хто з них пробився через ворожі заслони, але десятки тисяч бійців і командирів загинули або потрапили в полон.
Зважаючи на значний оперативний успіх німців під Уманню, фронт зберіг боєздатність і продовжив з боями відступати, зупинившись на рубежі Дніпра. В ході Київської операції, всупереч тому що Кирпонос, Василевський, Шапошников і Будьонний наполягали на негайному відведенні військ з Києва, дозвіл на відступ з оперативного мішка навколо Києва Ставкою дано не було. Фронт не мав на той час резервів і не міг зупинити просування перенаправленою з московського на південний напрям 2-ї танкової армії Гудеріана. 29 серпня 1941 Командуючий військами Південно-Західного фронту генерал-полковник Михайло Кирпонос видав наказ про евакуацію людських контингентів, цінного майна й устаткування підприємств з території Лівобережної України.
До 14 вересня в оточення потрапили 5-та, 21-ша, 26-та і 37-ма армії. Війська здійснювали маневри, виходячи з оточення на проміжні і тилові оборонні рубежі, де вели напружені бої проти переважаючих сил противника, однак десятки тисяч бійців і командирів загинули в оточенні.
20 вересня зведена колона штабів Південно-Західного фронту і 5-ї армії підійшла до хутора Дрюківщина Лохвицького району Полтавської області, за 15 км на південний захід від міста Лохвиці. Там вона була атакована головними силами німецької 3-ї танкової дивізії. Втративши декілька гармат і бронемашин, залишки колони відійшли в урочище Шумейкове, поблизу села Ісківці (Лохвицький район, Полтавська область). До рук супротивника потрапив командувач артилерією 5-ї армії генерал В. М. Сотенський разом з усім своїм штабом. У групі залишалося не більше тисячі чоловік, з них близько 800 командирів, зокрема, командувач фронтом Кирпонос, члени Військової ради Бурмистенко, Риков, начальник штабу Тупіков, генерали управління фронту Добикін, Данилов, Панюхов, командувач 5-ї армії Потапов, члени Військової ради армії Никішев, Кальченко, начальник штабу армії Писаревський. Транспорт і люди розосереджувалися кромкою яру, що перетинав гай, бронемашини зайняли позиції на узліссі. Німецькі танки і піхота атакували гай з трьох сторін. Спочатку вони увірвалися на східне узлісся. У рукопашній сутичці брали участь всі — від солдата до командувача фронтом. Кирпоноса спочатку ранило в ногу, а незабаром осколки міни зрешетили його груди. Командувач одразу помер. Бій продовжувався 5 годин. У непритомному стані був узятий у полон командувач 5-ї армії Потапов. Загинули Тупіков і Писаревський. 25 вересня повідомлення Верховного командування збройних сил Рейху: «Під час прочісування поля бою було знайдено труп полеглого головнокомандувача Південним фронтом генерал-полковника М. Кирпоноса».
У 1943 році останки генерал-полковника М. П. Кирпоноса були перенесені до Києва і поховані в Ботанічному саду імені О. Фоміна. У 1957 році його прах був перенесений в створюваний Парк Вічної Слави.

## Сім'я Кирпоноса
В 1911 році Кирпонос одружився з Олімпіадою Поляковою, дочкою лимаря. Розлучився з нею в 1919, і після цього дочки виховувалися у нього. У тому ж році одружувався вдруге з Софією Піотровською. Багато її родичів були репресовані в 30-ті роки, проте Кирпонос з нею не розлучився.

## Нагороди
- медаль «Золота Зірка» Героя Радянського Союзу № 91
- орден Леніна
- орден Вітчизняної війни 1-го ступеня (присвоєно посмертно)
- медаль «XX років РСЧА».

## Вшанування пам'яті
У населених пунктах України комуністичною диктатурою було названо низку вулиць іменем Кирпоноса. Після 2015 більшість з них були перейменовані в рамках декомунізації.
У Києві діє школа І-ІІІ ступенів № 163 ім. М. Кирпоноса.
На його батьківщині у селі Вертіївці діяв Вертіївський історико-меморіальний музей М. П. Кирпоноса нині Музей національної пам'яті села Вертіївка.
У Чернігові погруддя демонтовано у 2018 році.
Наприкінці жовтня 2023 року, Пам'ятник у Києві на Нивках був демонтований відповідно до рішення Київради в рамках деколонізації, що розпочалася після широкомасштабного російського вторгнення в Україну у лютому 2022 року.
25 липня 2025 року, на виконання розпорядження Полтавської ОВА «Про демонтаж пам'ятників і пам'ятних знаків» за № 417 у Лохвицькій міській територіальній громаді, пам'ятну дошку радянському генералу Михайлу Кирпоносу з будинку по вулиці Соборній в м. Лохвиці — демонтовано.

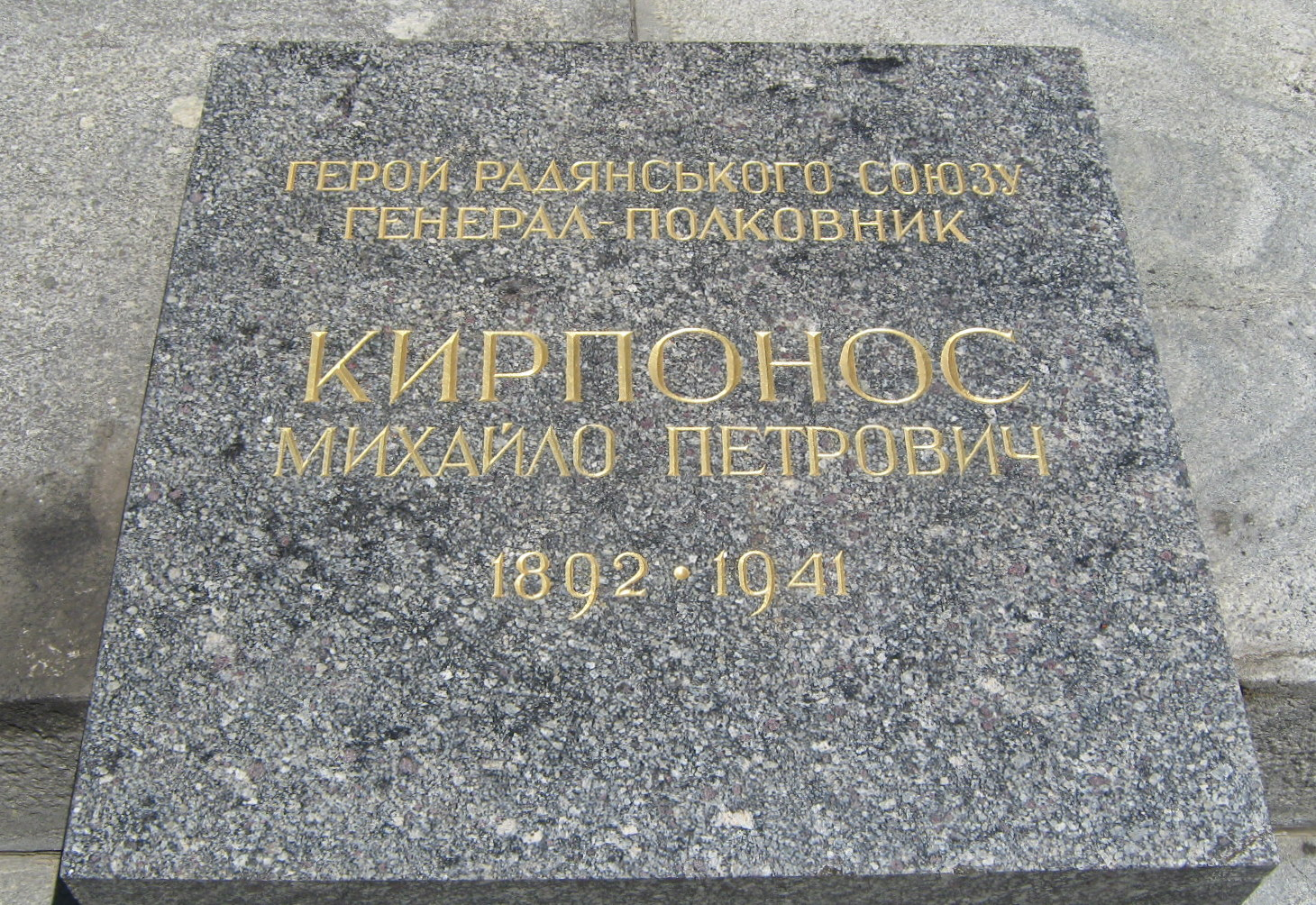
Надгробок Михайла Кирпоноса в Києві
Колишнє погруддя Кирпоноса в Чернігові